# Julio Parrilla Díaz
Julio Parrilla Díaz, Adsis, (ur. 25 marca 1946 w Orense) – hiszpański duchowny rzymskokatolicki działający w Ekwadorze, w latach 2013–2021 biskup Riobamby.

## Życiorys
Święcenia kapłańskie przyjął 30 marca 1975 w zgromadzeniu salezjanów. W 1981 wystąpił z zakonu i uzyskał inkardynację do diecezji Salamanka. W 1991 wyjechał do Ekwadoru i podjął pracę duszpasterską w wikariacie apostolskim Esmeraldas i archidiecezji Quito. Współpracował także ze stowarzyszeniem ADSIS, którego był sekretarzem generalnym, a także krajowym dyrektorem.
18 kwietnia 2008 został mianowany biskupem diecezji Loja. Sakry biskupiej udzielił mu 5 czerwca 2008 abp Giacomo Guido Ottonello.
12 stycznia 2013 otrzymał nominację na biskupa Riobamby. Ingres odbył się 2 marca 2013.
28 kwietnia 2021 papież Franciszek przyjął jego rezygnację z pełnionej funkcji.